# Tudhalija III
Tudhalija III (czasem określany też jako Tudhalija II) – król Hetytów z czasów istnienia imperium hetyckiego, panujący w latach ok. 1380–1370 p.n.e. lub ok. 1355–1344 p.n.e. (według niektórych źródeł około 1400–1380 p.n.e.), syn i następca Arnuwandy I, ojciec Suppiluliumy I. Według tzw. Dokonań Suppiluliumy Tudhalija III rezydować miał w mieście Samuha, z którego sprowadził kult Czarnej Bogini.